# 드레스트 4세
드레스트 4세(Drest IV)는 522년에서 531년 사이 픽트인의 왕이었다. 기롬(Girom)의 아들이다.
《픽트 편년사》에서는 드레스트 3세와 드레스트 4세가 때로 공동으로, 때로 별개로 왕위에 있었으며, 그 재위기간 역시 짧으면 1년에서 길면 15년까지 제각각이다. 드레스트 3세가 먼저 죽은 뒤 드레스트 4세가 단독왕으로 4, 5년 더 살았던 것 같다.
연대기에서 기롬의 아들로 칭해지는 왕은 세 명이 있는데, 그레스트 외에 가르트나트 1세와 칼트람이 있다. 이들 세명은 형제일 수도 있다.

## 참고 자료
- Anderson, Alan Orr, Early Sources of Scottish History A.D 500–1286, volume 1. Reprinted with corrections. Paul Watkins, Stamford, 1990. ISBN 1-871615-03-8
- Pictish Chronicle